# Lakh-Mazar-Inschrift

lax Mazar

Die Lakh-Mazar-Inschrift des Dorfes Kutsch (Kooch) 25 km südlich von Birdschand, Iran, ist ein bedeutendes historisches Zeugnis der Region. Die Inschrift besteht aus mehreren feinen Zeichnungen und Eingravierungen auf der Oberfläche eines alten gewundenen, jadefarbenen Felsgesteins. Zu den mehr als 300 Motiven der Inschrift gehören Piktogramme, arsakidische und sassanidische Pahlavischriften sowie arabische und neupersische Schriften aus der frühen islamischen Zeit bis in die Gegenwart.
Zu den Piktogramm-Motiven gehören Mensch- und Tierfiguren, pflanzliche Motive weiterhin Zeichen wie Sonne, Mond, Sterne, Ohren, Kreuze, Lebensbäume, Häuser und Zelte.